# Поль Романо
Поль Романо (фр. Paul Romano, 3 жовтня 1891, Буенос-Айрес — 21 січня 1961, Берк) — французький футболіст, що грав на позиції захисника за «Етуаль де Де Ляк» та національну збірну Франції.

## Клубна кар'єра
На клубному рівні грав за «Етуаль де Де Ляк». 

## Виступи за збірну
1911 року дебютував в офіційних матчах у складі національної збірної Франції. Наступного року взяв участь ще у двох іграх національної команди.
Помер 21 січня 1961 року на 70-му році життя в Берці.
| Дата       | Місто      | Господарі  | Результат | Гості     | Турнір           | Голи | Примітки |
| ---------- | ---------- | ---------- | --------- | --------- | ---------------- | ---- | -------- |
| 29/10/1911 | Люксембург | Люксембург | 1 – 4     | Франція   | товариський матч | -    |          |
| 18/02/1912 | Париж      | Франція    | 4 – 1     | Швейцарія | товариський матч | -    |          |
| 17/03/1912 | Турин      | Італія     | 3 – 4     | Франція   | товариський матч | -    |          |
| Усього     |            | Матчів     | 3         |           | Голів            | 0    |          |